# Johann Rudolph Christiani

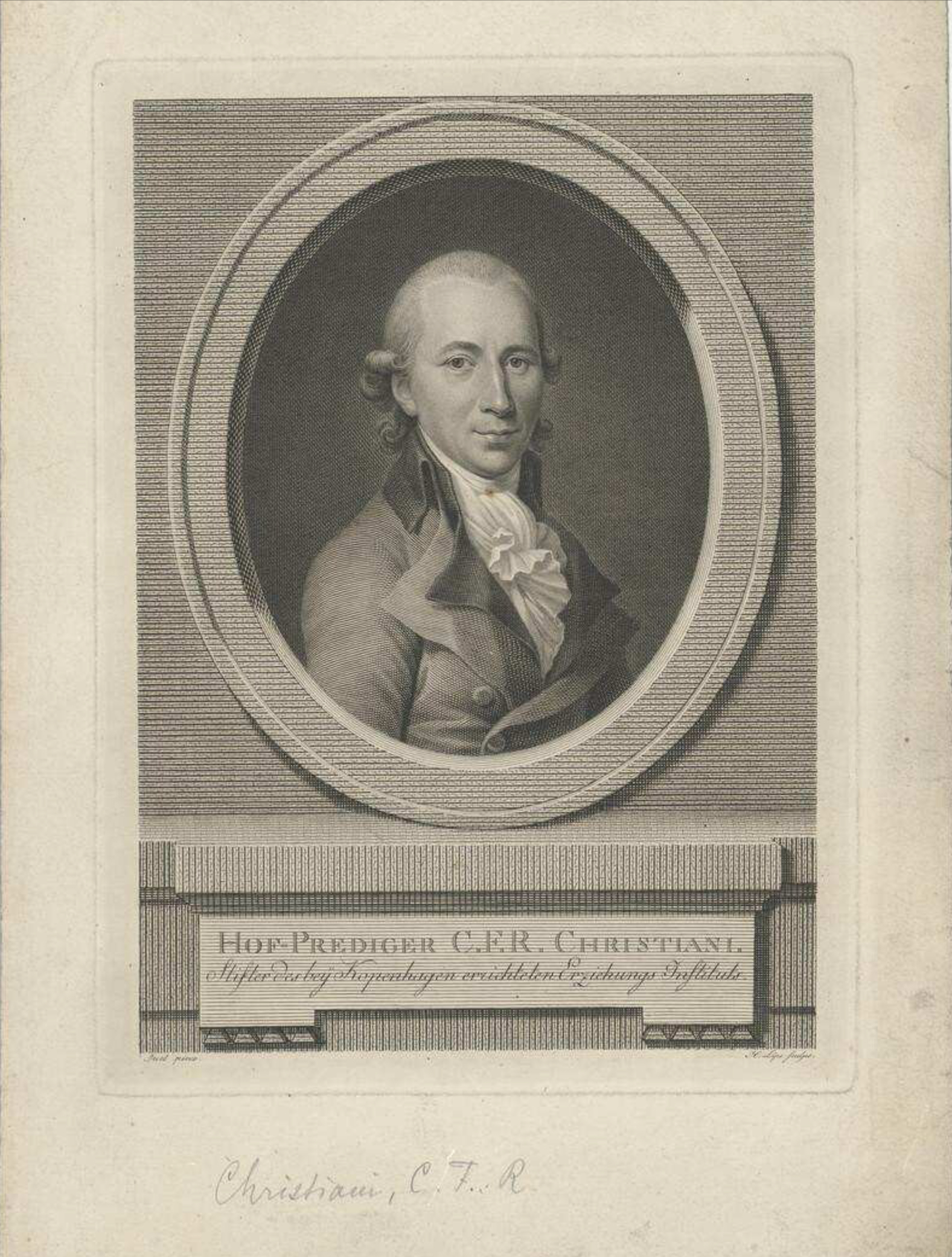
Christiani, Christoph Johann Rudolph

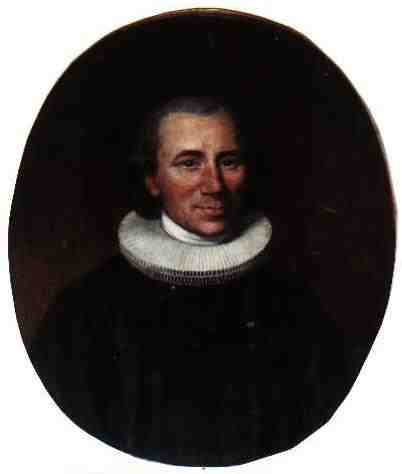
Johann Rudolf Christiani

Christoph Johann Rudolph Christiani (* 15. April 1761 in Norby; † 6. Januar 1841 in Lüneburg) war ein dänisch-deutscher Pädagoge und lutherischer Theologe.

## Leben
Christiani stammte aus Norby, das heute zu Rieseby bei Eckernförde gehört. Dort stand das Pastorat des Kirchspiels Rieseby, wo sein Vater Wilhelm Carl Christiani (1723–81) Pastor war. Christianis Mutter Anna Sophia Langreuter (1732–98) stammte auch aus einer Pastorenfamilie. 1778 begann Christiani das Theologiestudium an der Christian-Albrechts-Universität in Kiel.
1788 erhielt er seine erste Pfarrstelle als Pastor in Angeln in Südschleswig, wo er die damals eigenständigen Kirchgemeinden von Kahleby und Moldenit, beide heute in der Gemeinde Schaalby, betreute. Wenig später heiratete Christiani die nachmalige Schriftstellerin und Frauenrechtlerin Caroline Auguste geb. Venturini (später Fischer). Eine in Kahleby geborene Tochter starb dreijährig. Durch seine Veröffentlichungen, u. a. die 1790 erschienenen Briefe zur Beförderung eines weitern Nachdenkens über die zweckmäßigste Einrichtung des öffentlichen Gottesdienstes, machte er derart auf sich aufmerksam, dass er 1793 zum – letzten – deutschen Hofprediger in Kopenhagen berufen wurde, wo er für die Zeit seines Seins zur deutschen Stimme im Dänischen Gesamtstaat wurde. Christianis Veröffentlichungen und Predigten in Kopenhagen kamen in Dänisch oder zumindest in dänischer Übersetzung heraus.
1795 gründete er in Kopenhagen ein Erziehungsinstitut, das „Philanthropin Kopenhagen“, das entsprechend dem Ideal des Philanthropismus großen Wert auch auf die körperliche Übung der Schüler, sowie auf musische und technische Fähigkeiten legte. Die Schule bestand bis 1802. Um seine pädagogischen Grundsätze bekanntzumachen, gab er etliche Schriften, darunter Zur Veredlung der Menschheit, heraus. 1797 wurde in Kopenhagen sein später als liberaler Politiker im Königreich Hannover bekannt gewordener Sohn Carl Rudolf Ferdinand Christiani geboren. Ab 1798 lebte er von seiner Ehefrau getrennt, 1801 wurde die Ehe geschieden. Noch im selben Jahr heiratete er Anna Mette Hallager.
1809 wurde er Hauptpastor an der Johanniskirche in Oldenburg in Holstein und 1812 Propst an der Michaeliskirche in Eutin (Fürstentum Lübeck). 1814 zog es ihn an seine letzte Lebensstation nach Lüneburg, wo er 1814 Pastor primarius und Superintendent wurde und 1816 neben dem Gymnasium Johanneum die erste öffentliche Schule in den Räumen des damaligen Heiligengeiststifts gründete. Zehn Jahre (1815–1825) lang gab er das Lüneburger Wochen- und Intelligenzblatt heraus. Er promovierte noch 1817 an der Universität Marburg zum Doktor der Theologie. Nach ihm ist die Christiani-Schule in Lüneburg benannt.

## Werke (Auswahl)
- Beiträge zur Beförderung wahrer Weisheit, Tugend und Glückseeligkeit.
- Zur Veredlung der Menschheit. 2 Bände und ein Anhang Kopenhagen 1796–1799.

## Auszeichnungen
- Ehrenbürger der Stadt Lüneburg (1832)[4]